# Злоти-Поток (Нижньосілезьке воєводство)
Злоти-Поток (пол. Złoty Potok, нім. Goldbach) — село в Польщі, у гміні Лешна Любанського повіту Нижньосілезького воєводства.
Населення — 82 особи (2011).
У 1975-1998 роках село належало до Єленьоґурського воєводства.

## Демографія
Демографічна структура станом на 31 березня 2011 року:
|          | Загалом | Допрацездатний вік | Працездатний вік | Постпрацездатний вік |
| -------- | ------- | ------------------ | ---------------- | -------------------- |
| Чоловіки | 41      | 9                  | 31               | 1                    |
| Жінки    | 41      | 8                  | 24               | 9                    |
| Разом    | 82      | 17                 | 55               | 10                   |